# Мандолина, Татьяна Сергеевна
Татьяна Сергеевна Мандолина (род. 30 января 1986 года, Челябинск, РСФСР, СССР) — российская спортсменка, выступающая в категории бодифитнес. 3-кратная чемпионка Мира и чемпионка Европы по бодибилдингу, неоднократная победительница международных турниров, 2-кратная чемпионка России. Заслуженный мастер спорта России.

## Биография
Татьяна Мандолина родилась и выросла в Челябинске. Спортом начала заниматься с детства, сначала балетом, потом перешла на художественную гимнастику.
В 2000 году стала заниматсья бодибилдингом. Родители по началу не одобряли тренировки и ей приходилось тренироваться втайне. В 2003 году в возрасте 17 лет стала мастером спорта по фитнесу. В 2004 году наступил длительный перерыв в тренировках, в связи с учёбой и построением карьеры, и спустя 14 лет вновь вернулась к бодибилдингу. К тренировкам приступила на следующий же день после рождения сына и уже через четыре года завоевала свой первый чемпионский титул.
В 2021 году получила почётное спортивное звание Заслуженный мастер спорта России.
В 2021 году завоевала все титулы по бодибилдингу в категории бодифитнес и стала первой в мировом рейтинге по версии ifbb.
По итогам 2021 года была признана «Лучшим спортсменом года» Челябинской обсласти.
Является судьей IFBB по бодибилдингу.
Тренируется под руководством Заслуженного тренера России Артёма Гвозденко.

## Спортивные достижения
- Чемпионат Мира по бодибилдингу IFBB 2021[7] — ;
- Чемпионат Мира по бодибилдингу IFBB 2020[8] — ;
- Чемпионат Мира по бодибилдингу IFBB 2019[9] — ;
- Чемпионат Европы по бодибилдингу 2021[10] — ;
- Международный турнир IFBB Diamond Cup Praque 2021[11] — ;
- Международный турнир Rafael Vera Classic Pro Qualifer 2021[12] — ;
- Международный турнир Arnold Classic Europe 2021[13] — ;
- Международный турнир Arnold Classic Europe 2019[14] — ;
- Чемпионат России по бодибилдингу 2021[15] — ;
- Чемпионат России по бодибилдингу 2020[16] — ;
- Чемпионат России по бодибилдингу 2019[17] — ;